# Dégazement
Un dégazement, dans le domaine de l'astronautique, est la libération spontanée de gaz d'un matériau, résultant :
- d'une modification des conditions d'environnement, par exemple: abaissement de la pression, élévation de la température, etc. ;
- du vieillissement naturel.

L'emploi du terme dégazage est à éviter dans cette acception.
Les termes correspondants en anglais sont outgassing et offgassing.

## Référence
Droit français : arrêté du 20 février 1995 relatif à la terminologie des sciences et techniques spatiales.